# 팔당댐
팔당댐(八堂dam)은 경기도 남양주시 조안면과 하남시 천현동(배알미동) 부근 한강에 위치해 있는 댐이다. 서울특별시에서 한강을 따라 동북쪽으로 약 35km 지점, 남한강과 북한강이 합류하는 경기도 양평군 양서면 양수리의 두물머리로부터 하류 7km 지점에 위치하고 있다. 한국전력공사의 전신인 한국전력주식회사에서 1966년 6월에 착공하여 1974년 5월 24일 준공하였다. 전력 생산을 위주로 하는 발전용 댐으로서 한국수자원공사가 아닌 한국수력원자력주식회사가 관할하고 있다. 한편 팔당댐 관리교의 통행 관련 관리운영 및 보수는 경기도 남양주시(도로교통과)에서 관장하고 있다.

## 규모
댐에 설치된 폭 20m, 높이 16.75m의 15개 수문은 대한민국에서 처음 채택된 저낙차 밸브형 발전을 가능하게 하며 텐더식 수문으로는 동양 최대의 규모이다. 1974년에 준공, 연간 발전은 3억 3,800만 kWh이며, 평균 출력은 시설용량의 48.2%인 38,600kW이었으며, 1999년에 80MW에서 120MW로 시설용량 증대공사를 완료하였다.

## 효과
팔당댐의 취수원에서 서울특별시와 인천광역시, 경기도 일부 지역을 관할로 생활용수가 공급되고 있다. 또한 유역 면적 23,800km2에 수몰 면적 17.1km2의 거대한 인조 호수가 생겨 팔당유원지가 형성, 서울 근교의 관광 유원지로 그 역할을 다하였으나 2004년 팔당댐 주변이 상수원 보호 구역으로 지정되면서 폐쇄되었다.

## 팔당댐 관리교
한때는 팔당댐 공도교(2014년 관리교로 명칭 변경됨)에 45번 국도가 지나갔으나 팔당대교가 개통됨에 따라 현재는 국도가 지나가지 않으며, 2004년 10월 인근 배알미대교 개통에 따라 팔당댐의 안전과 보안을 이유로 차량통행을 제한하였다. 그러나, 교통불편 등 끊임없는 민원이 지속되어 2006년 12월 8일부터 통행재개에 대한 협약 체결 및 2009년 9월, 2014년 9월 협약 갱신으로 각각 통행 시간이 연장되어 주말, 공휴일(휴일 전일 오후 6시 ~ 휴일 자정)에 한하여 소형승용차만 통행이 가능하다.(화물차 및 이륜차, 자전거, 보행자 통행불가) 관리교 통행관련 관리운영 및 보수 주체는 경기도(남양주시 도로교통국장)이다.

## 사진

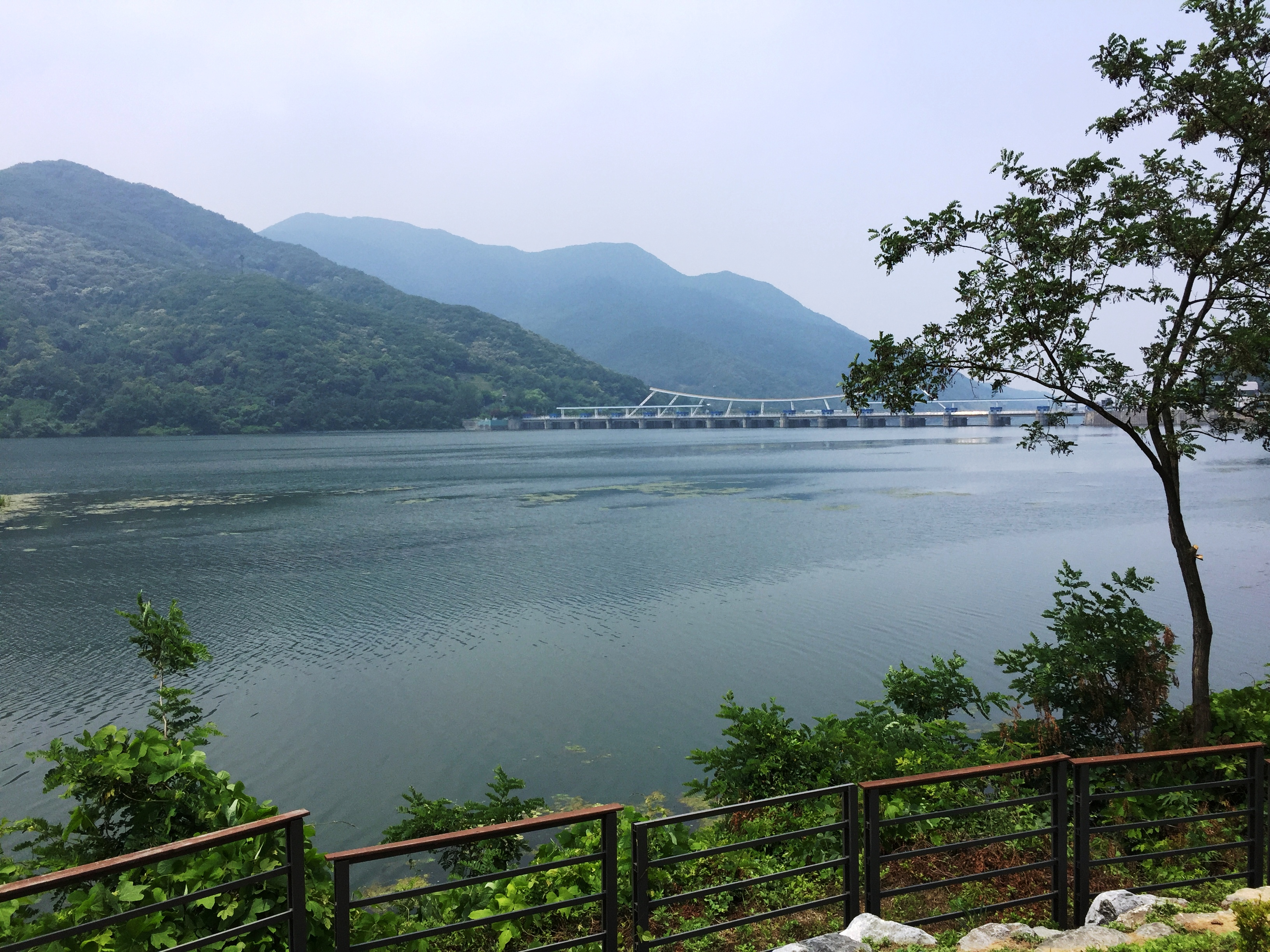
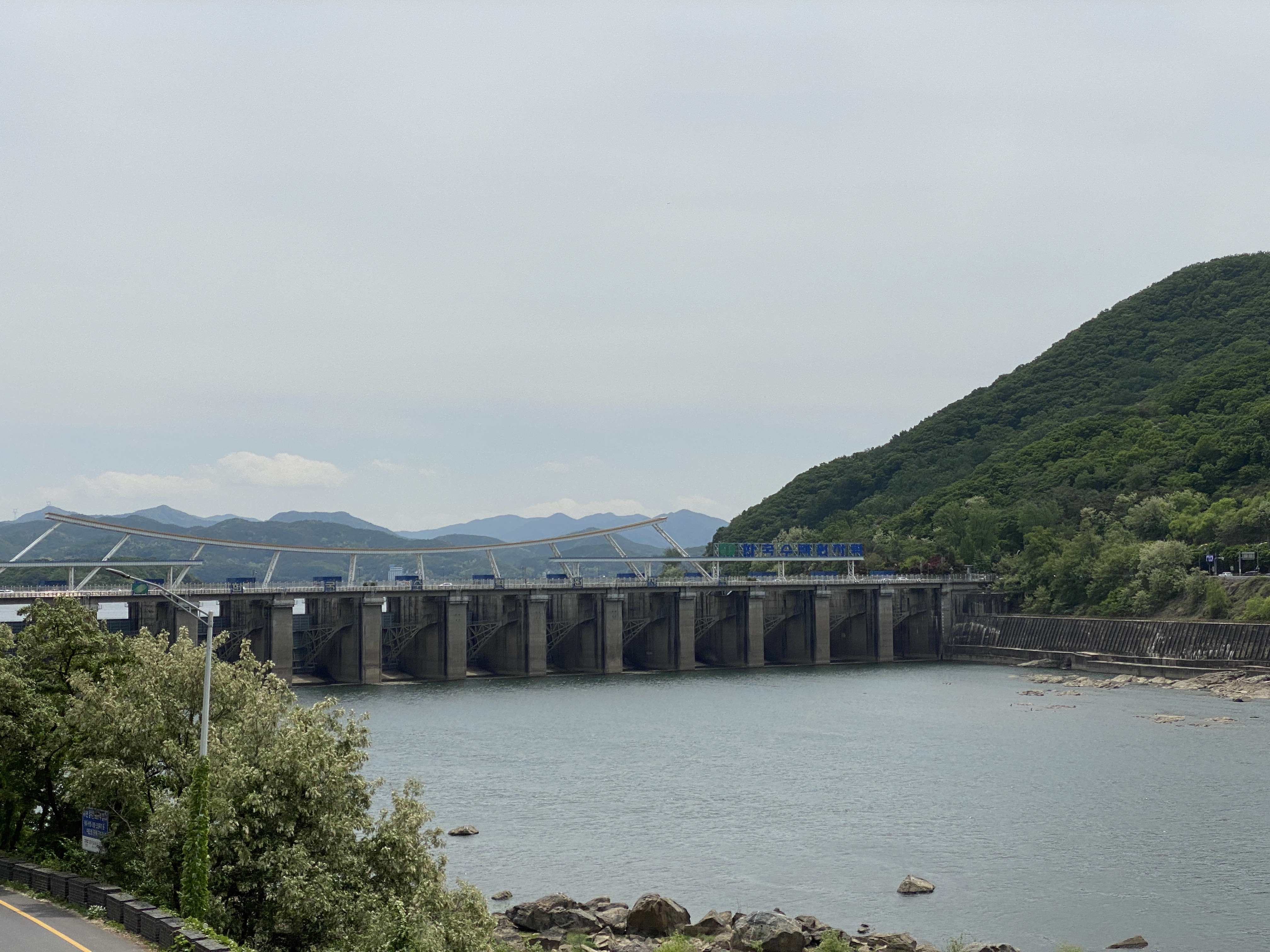

## 같이 보기
- 한강
- 팔당호
- 팔당전망대(광주시 남종면 산수로 1692 경기도 수자원본부 9층 물환경전시관, 연중 무료개방 09~18시)[3]
- 한강물환경생태관(양평군 양서면 두물머리 68번길 한강물환경연구소 내)[4]
- 세미원(양평군 양서면 양수로 93)
- 두물머리
- 대한민국의 댐 목록
- 국도 제45호선

## 참고 문헌
- 이 문서에는 다음커뮤니케이션(현 카카오)에서 GFDL 또는 CC-SA 라이선스로 배포한 글로벌 세계대백과사전의 내용을 기초로 작성된 글이 포함되어 있습니다.